# Frederik Rreshpja
Frederik Rreshpja (ur. 19 lipca 1940 w Szkodrze, zm. 17 lutego 2006 tamże) – albański poeta.

## Życiorys
Po ukończeniu szkoły średniej w rodzinnym mieście podjął studia prawnicze na Uniwersytecie Tirańskim. Po studiach pracował jako wiejski nauczyciel, a następnie w jednym z domów kultury w Szkodrze. W 1968 opublikował swoje pierwsze utwory. 
W okresie rządów Envera Hodży trafił do więzienia, na podstawie donosu sąsiada, który miał do niego osobisty uraz. Oskarżony o uprawianie wrogiej propagandy spędził 17 lat w więzieniu, jako więzień polityczny. Po uwolnieniu, w 1991 otrzymał pracę redaktora w piśmie „Ora", a następnie kierował pismem literacko-artystycznym „Europa". W 1991 kandydował do parlamentu albańskiego, z ramienia Socjalistycznej Partii Albanii, ale nie zdobył mandatu. 
Pobyt w więzieniu pozostawił nieodwracalne zmiany w jego psychice. W 2000 r. pozbawiono go pracy w redakcji i Rreshpja popadł w nędzę. Nie przyjmował do wiadomości, że skończyła się dyktatura komunistyczna, a funkcjonariusze Sigurimi nie będą go już prześladować. Nie mając domu, ani rodziny ostatnie lata swojego życia spędził na ulicach Szkodry, pisząc swoje ostatnie wiersze w kawiarni "Lux" i utrzymując się z żebractwa. Zmarł na atak serca. Jego ciało znaleziono na ulicy w pobliżu kawiarni, w której często bywał. Zostało wystawione w jednej z sal teatru Migjeni, gdzie mieszkańcy Szkodry mogli go pożegnać. Nazwany na pogrzebie przez Moikoma Zeqo "niezapomnianym albańskim lirykiem" spoczął 18 lutego 2006 na cmentarzu katolickim Rrëmaj w Szkodrze.
W 2016 ukazała się książka Petrita Palushiego Frederik Rreshpja, që s'e kuptuam kurrë, poświęcona postaci zmarłego poety.

## Poezja
- Rapsodi shqiptare (Rapsodia albańska), Tirana 1968.
- Në këtë qytet (W tym mieście), Tirana 1973.
- Erdhi ora të vdes përsëri (Nadszedł czas, aby umrzeć ponownie), Tirana 1994.
- Lirika të zgjedhura (Wybrane utwory liryczne), Tirana 1996.
- Trofta hutaqe : përralla (Półksiężyc z pstrąga: bajka), Tirana 1997.
- Rri sonte te unë (Zostań ze mną tej nocy), Skopje 1998.
- Aventura e fundit e Gishtos : përralla, Tirana 2002.
- Vetmi (Samotność), Tirana 2004.
- Lepurushi që u bë njeri : përrallë, Tirana 2004.
- Era përkund pikëllimin e luleve : poezi e zgjedhur, Tirana 2018.

## Tłumaczenia polskie
- Testament Skanderbega, Wędrowni Albańczycy, Motyw żony emigranta, [w:] Nie jest za późno na miłość. Antologia poezji albańskiej XX wieku, przeł. Mazllum Saneja, Sejny 2005.